# Tomoyuki Kawabata (Radsportler)
Tomoyuki Kawabata (* 7. Februar 1985) ist ein japanischer Bahnradsportler.

## Sportliche Laufbahn
2012 wurde Tomoyuki Kawabata dreifacher japanischer Meister, im Sprint, Keirin und mit
Kenta Inake und Takashi Sakamoto im Teamsprint. Bei den Asienspielen 2014 errang er eine Silbermedaille im Sprint sowie gemeinsam mit Seiichirō Nakagawa und Kazunari Watanabe Bronze im Teamsprint. 2015 wurde er  Asienmeister im Sprint. Bei den Asienmeisterschaften 2017 gewann er erneut Silber im Sprint und Bronze im Teamsprint (mit Kazunari Watanabe und Kazuki Amagai).
Bei den Bahnradsport-Weltmeisterschaften 2018 errang Kawabata die Silbermedaille im Keirin. Damit war er nach Toshimasa Yoshioka im Jahre 1993 der erste Japaner, der eine WM-Medaille in dieser aus Japan stammenden Disziplin gewann. Der mehrfache Sprint-Weltmeister Kōichi Nakano gab auf einer Pressekonferenz bekannt, dass Kawabata für diese Medaille einen Geldpreis von umgerechnet 35.000 Euro von der JKA Foundation erhalten werde.

## Erfolge
2012
- Japanischer Meister – Sprint, Keirin, Teamsprint (mit Kenta Inake und Takashi Sakamoto)

2014
- Asienspiele – Sprint
- Asienspiele – Teamsprint (mit Seiichirō Nakagawa und Kazunari Watanabe)

2015
- Asienmeister – Sprint

2016
- Japanischer Meister – Keirin

2017
- Asienmeisterschaft – Sprint
- Asienmeisterschaft – Teamsprint (mit Kazunari Watanabe und Kazuki Amagai)

2018
- Weltmeisterschaft – Keirin

2019
- Asienmeisterschaft – Keirin
- Japanischer Meister – Sprint